# Pastel de Tentúgal
Pastel de Tentúgal (Plural: Pastéis de Tentúgal) ist eine Süßspeise aus dem portugiesischen Ort Tentúgal, im Kreis Montemor-o-Velho. Sie gehört zu den traditionellen portugiesischen Süßspeisen der Doçaria Conventual.

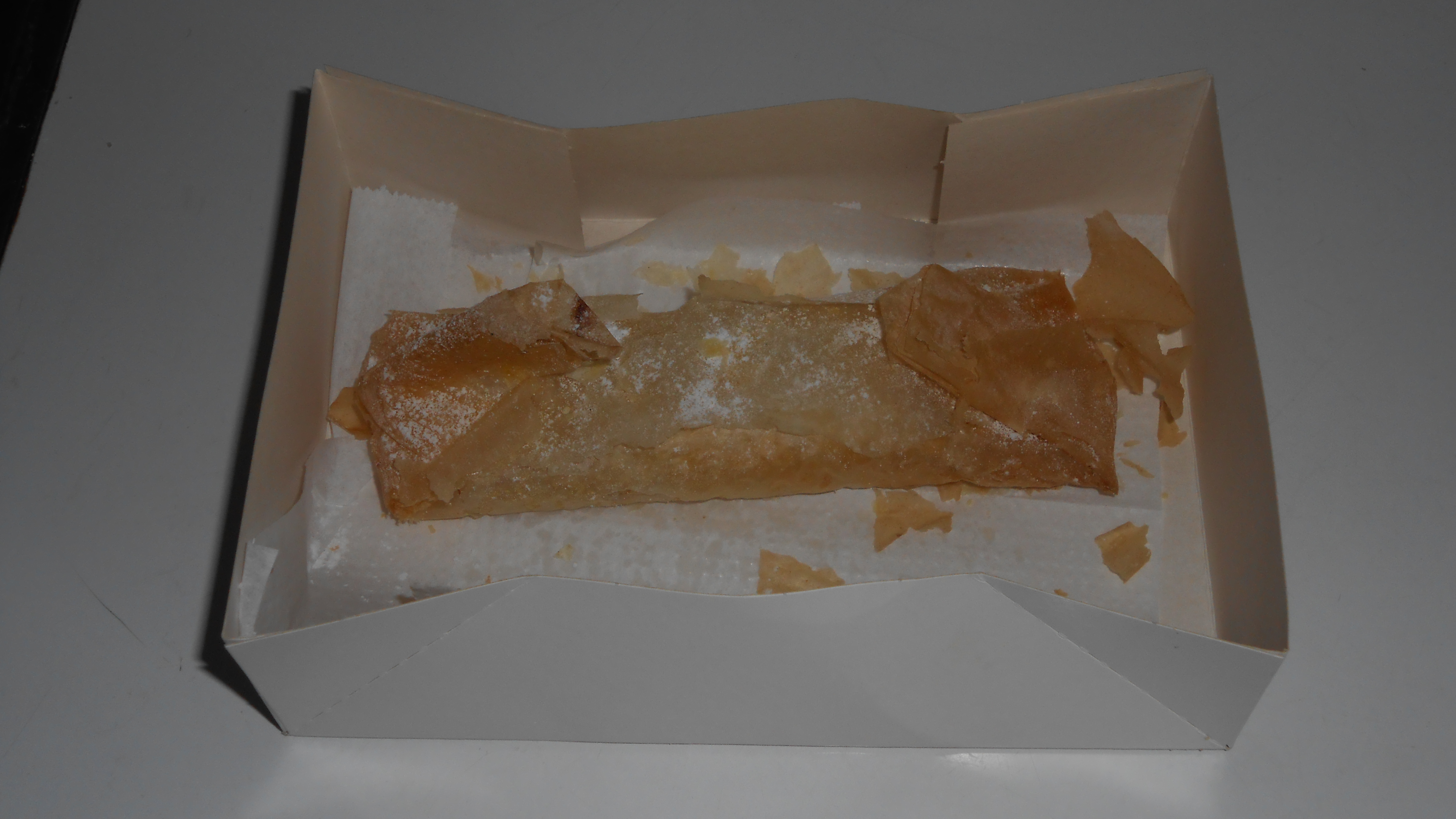
Ein Pastel de Tentúgal, in der Palito-Form

## Geschichte
Dem 1565 gegründeten Kloster Convento da Nossa Senhora da Natividade in Tentúgal entrichtete die umliegende Bevölkerung Abgaben häufig in Form von Eiern, da sie zum Großteil in nahezu mittellosen Verhältnissen lebte und die einfach zu haltenden Hühner die häufigsten Haustiere waren. Die Nonnen des Klosters verwendeten das Eiweiß zur Klärung des Weines und zur Stärkung der Wäsche, insbesondere ihrer Hauben. Aus dem Eigelb stellten sie vorrangig Süßspeisen her.
Im Verlauf der Napoleonische Kriege auf der Iberischen Halbinsel kamen am 1. Oktober 1810 französische Truppen durch Tentúgal, vor denen die Nonnen des Klosters in alle Teile des Landes flohen. Bei ihrer Rückkehr fanden sie ihre Einrichtungen und Vorräte zerstört und geplündert vor. Nach dem Miguelistenkrieg 1834 wurden in Portugal zudem alle religiösen Orden enteignet. Die Bewohnerinnen des Klosters sahen sich nun aus materiellen Gründen gezwungen, eigene Einkommensquellen zu erschließen. Als ein geeignetes Mittel erwies sich der planmäßige Verkauf ihrer Süßspeisen. Gelegen an der Kutschenstraße von Coimbra nach Figueira da Foz, befand sich in Tentúgal das einzige größere Rasthaus außerhalb der Städte. Insbesondere das Pastel de Tentúgal erlangte dabei zunehmend Popularität.
Zur Bewältigung der stetig steigenden Produktion mussten die Nonnen Frauen des Ortes zur Hilfe einstellen. Als 1898 die letzte Nonne das Kloster verließ, wurden die Pastéis in Tentúgal bereits von einigen Familien im Ort hergestellt und verkauft. Im Zuge der antikirchlichen Entwicklung vor und nach der Republikausrufung 1910 verfiel das Kloster weiter, so dass heute nur noch dessen Kirche erhalten ist.
Die Pastéis werden heute von sechs Betrieben aus Tentúgal hergestellt. Sie sind inzwischen überregional bekannt und gelten als besondere regionale Spezialität.
2010 wurde in Tentúgal mit einem über zehn Meter langen Pastel das größte Pastel de Tentúgal der Welt gebacken, und in das Guinness-Buch der Rekorde aufgenommen.

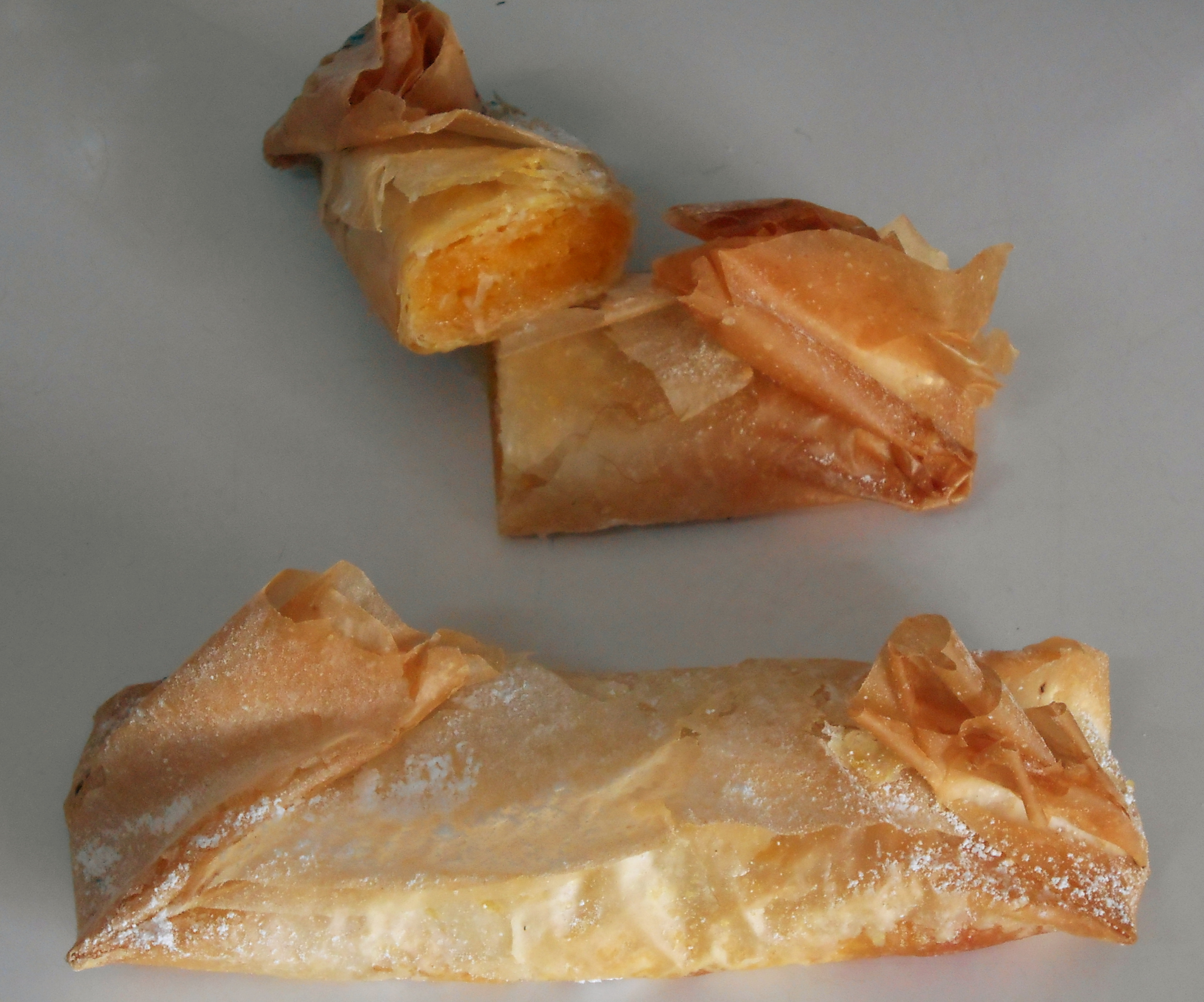
Zwei Pasteis de Tentúgal

## Die Hersteller
Heute werden monatlich bis zu 200.000 Pastéis in Tentúgal hergestellt. Die herstellenden Konditoren sind in der Vereinigung Associação dos Pasteleiros de Tentúgal organisiert, haben aber zum Teil bereits Betriebsräume außerhalb Tentúgals. Die Vereinigung zielt auf Erhaltung und Verbesserung der Produktqualität, der Herstellungshygiene, der Fortbildung, der Vermarktung, und der Unternehmens-Innovation. Sie stellt zudem die Herstellung der Pastéis nur durch lokale Unternehmen sicher. Unter den sechs Herstellern sind sowohl kleine Familienunternehmen, als auch größere Betriebe.
Der Antrag der Vereinigung, das Pastel de Tentúgal nicht nur organisatorisch, sondern auch juristisch mit einer eingetragenen Herkunftsbezeichnung zu versehen, steht vor der Bewilligung.

## Herstellung
Entscheidend ist die Qualität des nur aus Mehl und Wasser angerührten Teigs, die Raumfeuchtigkeit, und die Luftblasen-Reinheit des Teigs, um diesen durch phasenweises Ziehen dünn genug ausbreiten und falten zu können. Aus einem kleinen Teigstück wird dabei eine raumfüllende, zwischen 0,06 mm und 0,15 mm Höhe flachgezogene, schließlich fast durchsichtige Haut, aus der etwa 10 × 14 cm große Lappen herausgeschnitten werden. Diese stellen die Hülle des Pastel. Auf ihr Ende gibt man dabei die nur aus Eigelb und Zucker angerührte Füllung, dann wird es anschließend dreimal umgeschlagen, die Ecken eingerollt, und festigend und verzierend aufgefaltet. Vor der Zugabe der Füllung (also innen), und nach dem Zusammenfalten (also außen), wird der Teig mit verflüssigter Butter bestrichen. Nach dem anschließenden Backvorgang, der den Blätterteig knusprig und sehr zerbrechlich werden lässt, wird das Pastel mit Puderzucker und oft auch mit Zimt bestreut.
Die Pastéis de Tentúgal werden im Wesentlichen in zwei Formen angeboten. Zum einen in Stangenform, lang und rechteckig als Palito (deutsch: Zahnstocher oder auch Stöckchen), zum anderen halbrund als Meia-lua (deutsch: Halbmond), diese oft zusätzlich mit gerösteten Mandelsplittern bestreut. Der Palito ist dabei die wesentlich bekanntere Variante.